# Большая Лундюга
Большая Лундюга — река в России, протекает в Вилегодском районе Архангельской области. Устье реки находится в 2 км по правому берегу реки Лундюга, в 2 км к северу от п. Широкий Прилук Вилегодского района Архангельской области. Длина реки составляет 17 км. При слиянии с Малой Лундюгой образует реку Лундюга.

## Данные водного реестра
По данным государственного водного реестра России относится к Двинско-Печорскому бассейновому округу, водохозяйственный участок реки — Вычегда от города Сыктывкар и до устья, речной подбассейн реки — Вычегда. Речной бассейн реки — Северная Двина.
Код объекта в государственном водном реестре — 03020200212103000024686.